# Tyiny Szoncja
A Tyiny Szoncja (ukránul: Тінь Сонця) ukrán folk-metal együttes, mely 1999-ben alakult. Az egyik legtöbbet fellépő metalegyüttes Ukrajnában, bár dalaikat nem nagyon játsszák a rádiók és a televíziók. Számos fesztiválon felléptek, például a fehéroroszországi rock és alternatív zenét népszerűsítő, Lengyelországban tartott Basoviščán vagy a lvivi Zaxidfesten. Ismertek arról, hogy támogatják a kelet-ukrajnai háborúban harcoló ukrán katonákat, számos koncertet adnak a területen; a katonák között igen népszerű a Mecs Areja (Меч Арея; „Árész kardja”) című daluk. Kozaki (Козаки, „Kozákok”) című dalukra vonul be Olekszandr Uszik profi bokszoló, és ez a dal az ukrán labdarúgó-válogatott dala is volt a 2016-os labdarúgó-Európa-bajnokságon. Az együttesre jellemző, hogy a hagyományos felálláson (ikergitár, basszusgitár, dobok) túl ukrán népi pengetős hangszeren, bandurán játszó tagjuk is van. A folk mellett a szimfonikus metal elemei is felfedezhetőek a zenéjükben.

## Tagok

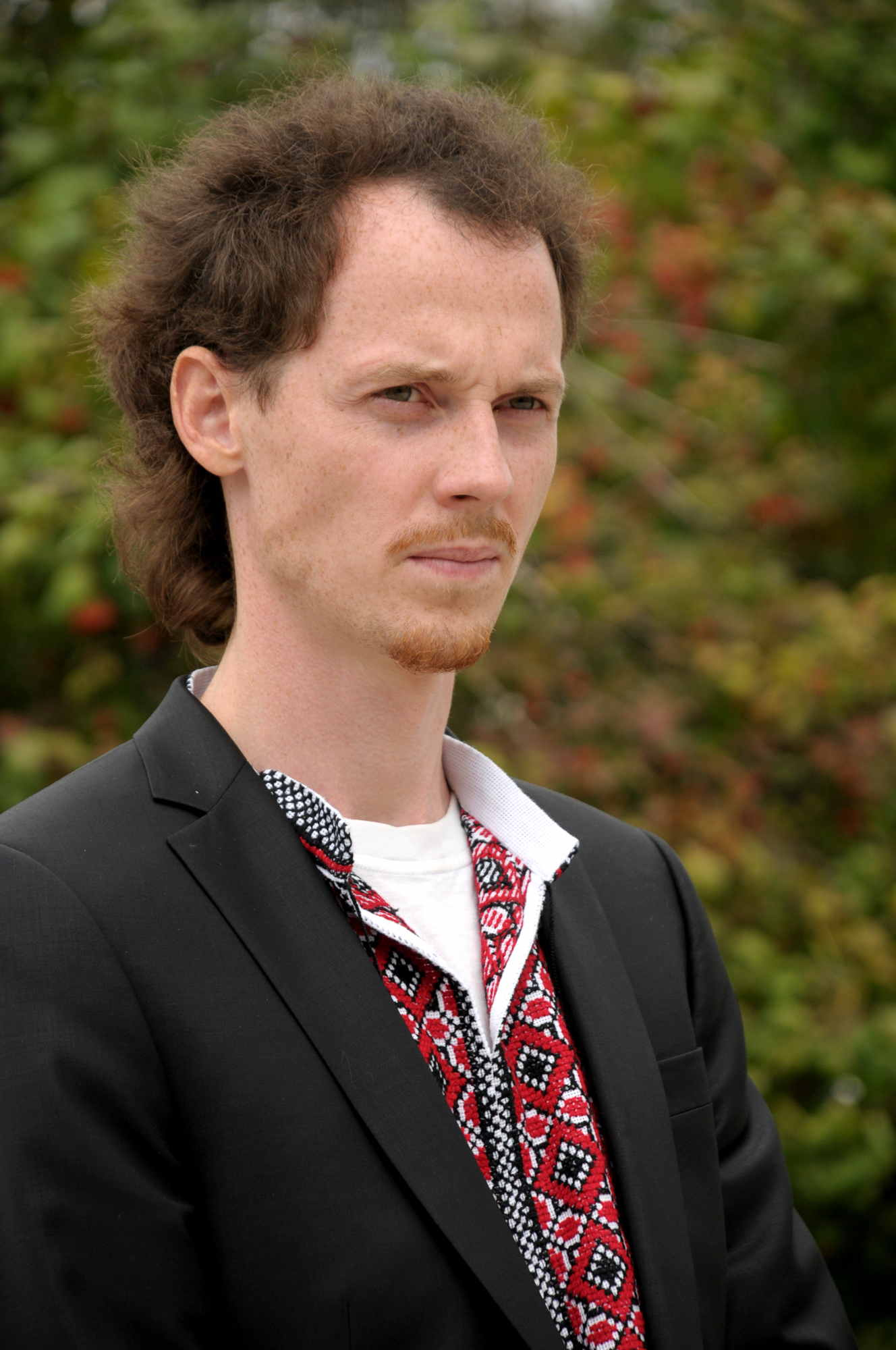
Szerhij Vasziljuk

- Szerhij Jurijovics Vasziljuk (vokál, basszusgitár, akusztikus gitár)
- Anton Bohodarovics Kotorovics (gitár, vokál)
- Andrij Ihorovics Karmanovics (gitár)
- Szerhij Havara (basszusgitár)
- Oleh Szlobogyan (bandura)
- Volodimir Havruk (dobok)

## Diszkográfia
- Szvjatyiszty viri (Святість віри) (2002)
- Nad Dikim polem (Над Диким полем) (2005)
- Za mezseju (За межею) (2005)
- Polumjana Ruta (Полум'яна Рута) (2007)
- Tanec Szercja (Танець Серця) (2011)
- Hrim v kovalnyi Boha (Грім в ковальні Бога) (2014)
- Buremnij Kraj (Буремний Край) (2016)
- Zacsarovanij Szvit (Зачарований Світ) (2018)